# Trachodon
Trachodon är en tvivelaktigt släkte av hadrosaurider och beskrevs av Joseph Leidy 1856. Det enda fossil man hittat är tänder och många arter av anknäbbsdinosaurier har namngivits som trachodon, men idag anses det vara vetenskapligt ogiltig. I populärkultur ser den ut som Edmontosaurus, men en analys på 1930-talet indikerar att den kunde ha sett ut som Lambeosaurus. Som de flesta arter i sin släkte, var det en växtätare och vägde runt 3,5 ton och var runt omkring 9-meter lång. 